# Barre d'information
 (février 2023).
Si vous disposez d'ouvrages ou d'articles de référence ou si vous connaissez des sites web de qualité traitant du thème abordé ici, merci de compléter l'article en donnant les références utiles à sa vérifiabilité et en les liant à la section « Notes et références ».
La barre d’information (en anglais : infobar) est un composant d’interface graphique utilisé par Internet Explorer, Mozilla Firefox et d'autres programmes pour afficher des informations non essentielles à l'utilisateur.
La barre d'information apparaît généralement comme une extension d'une barre d'outils et peut contenir des boutons ou des icônes pour permettre à l'utilisateur de réagir à l'événement décrit dans la barre.
De plus en plus, la barre d’information est considérée comme préférable à la boîte de dialogue, parce qu'elle n’interrompt pas les activités de l'utilisateur et lui permet de lire des informations supplémentaires au moment qui lui convient.